# David Dadiani
David Dadiani fou mthavari de Mingrèlia, Abkhàzia, Svanètia i Letxkúmia. Va néixer el 20 de gener de 1812 i era el fill gran de Levan V Dadiani. Un ucàs imperial de 30 de maig de 1831 el va reconèixer hereu del tron i quan el pare va abdicar va ser proclamat. Va morir a Zúgdidi el 30 d'agost del 1853 i el va succeir el seu fill gran Nicolau Dadiani.